# Sozialistische Einheitspartei Westberlins

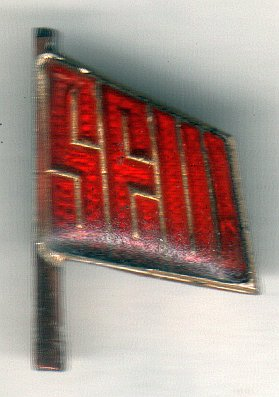
SEW-embleem

De Sozialistische Einheitspartei Westberlins (Nederlands: Socialistische Eenheidspartij van West-Berlijn; SEW) was een Duitse communistische partij die uitsluitend actief was in West-Berlijn. De partij was nauw gelieerd aan de West-Duitse Deutsche Kommunistische Partei (Duitse Communistische Partij, DKP) en de Oost-Duitse Sozialistische Einheitspartei Deutschlands (Socialistische Eenheidspartij van Duitsland, SED).

## Geschiedenis
De SEW ontstond in 1946 als SED partijafdeling in de 12 westelijke districten van Berlijn. In 1959 werd de partijafdeling een zelfstandige partij onder de naam Sozialistische Einheitspartei Deutschlands - Westberlin (SED-West-Berlijn). Na de bouw van de Berlijnse Muur op 31 augustus 1961 - die overigens werd verdedigd door de SEW - bepleitte de SEW, in overeenstemming met de buitenlandse politiek van Sovjetleider Nikita Chroesjtsjov, de zogenaamde "Drie Staten-theorie" (Drei-Staaten-Theorie). Naast de Duitse Democratische Republiek (DDR) en de Bondsrepubliek Duitsland (BRD) moest West-Berlijn een neutrale, "zelfstandige politieke eenheid" (selbständige politische Einheit) worden. In dat geval moest de bondsgrondwet van Duitsland worden aangepast waarin West-Berlijn werd genoemd als elfde deelstaat.
In 1969 werd de partijnaam gewijzigd in Sozialistische Einheitspartei Westberlins (SEW). In de jaren 60 en '70 slaagde de partij erin om zogenaamde Hochschulgruppen op te richtten op hogescholen in West-Berlijn. Op universiteiten werden ook studenten geworven voor de SEW. De organisatie voor universitaire studenten kreeg als naam Aktionsgemeinschaft von Demokraten und Sozialisten (ADS). Deze groepen voor studenten waren echter niet erg invloedrijk en daarom werkte de ADS nauw samen met de linkssocialistische Sozialistischer Hochschulbund (SHB).
De SEW had geen eigen vakbond maar was vertegenwoordig in de vakverenigingen GEW en IG Metall. De SEW was ook vertegenwoordigd in de vredesbeweging.
Al met al was de SEW een kleine partij en slaagde er nimmer in om zetels te veroveren in het Huis van Afgevaardigden van Berlijn (Abgeordnetenhaus von Berlin). De SEW was een dogmatisch marxistisch-leninistische partij en duldde geen hervormers in haar midden. In 1980 werd een aantal eurocommunisten uit de partij gezet. Opvallend was aan de andere kant dat de SEW zich inzette voor de rechten van homoseksuelen. Homoseksuele leden van de SEW brachten bezoeken aan de DDR om daar in contact te komen met homoseksuelen aldaar, dit tot ongenoegen van de regering van de DDR, die het onderwerp homoseksualiteit liever niet behandelde. De contacten tussen homoseksuelen SEW'ers en homoseksuelen in de DDR werden dan ook strikt in de gaten gehouden door de Oost-Duitse geheime dienst Stasi. De SEW zette zich ook in voor de emancipatie van vrouwen.
Na de val van de Berlijnse Muur in 1989 viel de financiering door de Oost-Duitse regering weg. In een poging zich van haar starre marxistische imago te ontdoen, begon de partijleiding aan een hervormingsproces. Alle hervormingen ten spijt, liep het ledenaantal terug en was het snel gedaan met de SEW. In 1993 werd de partij opgeheven. Veel voormalige partijleden sloten zich aan bij de Partei des Demokratischen Sozialismus (Partij van het Democratische Socialisme, PDS), de opvolger van de SED.

## Partijkrant
De partijkrant was tot november 1989 Die Wahrheit ("De Waarheid"). Na de val van de Berlijnse Muur werd de naam van de partijkrant gewijzigd in Neue Zeitung ("Nieuwe Krant").

## Jeugdafdeling
De jeugdafdeling van de SEW heette aanvankelijk Freie Deutsche Jugend Westberlins (Vrije Duitse Jeugd van West-Berlijn), maar in 1980 werd de naam gewijzigd in Socialistisch Jeugdverbond Karl Liebknecht (Sozialistischer Jugendverband Karl Liebknecht)

## Voorzitters
- Gerhard Danelius — 1962[2]-1978
- Horst Schmitt — 1978-1989

## VerkiezingsresultatenHuis van Afgevaardigden van Berlijn1954-1989
| Jaar           | stemmen | %    |
| -------------- | ------- | ---- |
| 1954 (als SED) | 41.375  | 2,7% |
| 1958 (als SED) | 31.572  | 2,0% |
| 1963           | 20.929  | 1,4% |
| 1967           | 29.925  | 2,0% |
| 1971           | 33.845  | 2,3% |
| 1975           | 25.105  | 1,8% |
| 1979           | 13.744  | 1,1% |
| 1981           | 8.176   | 0,6% |
| 1985           | 7.731   | 0,6% |
| 1989           | 6.875   | 0,6% |